# Associazione Calcio Reggiana 1947-1948
Questa voce raccoglie le informazioni riguardanti l'Associazione Calcio Reggiana nelle competizioni ufficiali della stagione 1947-1948.

## La stagione
Si dimettono Visconti e Lari per protesta nei confronti del pubblico, accusato di aver contestato in malo modo un arbitro preso a male parole e a spinte finite anche contro loro due che lo difendevano. Al loro posto viene un commissario, Mario Dall'Aglio, un avvocato reggiano, ma gli stessi Visconti e Lari accettano di coadiuvarlo.
Buon colpo: dalla Carrarese arriva a Reggio il centravanti Suozzi, poi è la volta del terzino Manfrinato, dell'ala Tolloy, del centromediano Ivaldi. L'obiettivo, che alla fine sarà raggiunto, è di classificarsi tra le prime sei, perché saranno solo sei le squadre del girone ad essere ammesse alla nuova B unica. Quel che sorprende subito è l'aumento del pubblico che arriva a superare le 8.000 unità, mentre nel derby col Parma (al Tardini i crociati battono i granata per 2 a 1, dinnanzi a 13.000 persone, al Mirabello, il 25 aprile del 1948 (dopo le sfilate dei partigiani e a pochi giorni di distanza dalla vittoria dell Dc del 18 aprile) è solo 0 a 0, davanti però a un pubblico record di 11.000 sportivi.
Ottimo il finale, con Suozzi che segna, nel corso del campionato, 15 gol, e col pari di Verona la Reggiana si qualifica per la nuova serie B anche grazie al ritorno a Reggio di Piero Ferrari, come portiere (si alterna con Livio Martinelli) e allenatore. Il Padova è promosso in A, Verona, Spal, Venezia, Reggiana, Cremonese e Parma (dopo lo spareggio col Prato) vengono ammesse alla B unica, Tutte le altre squadre sono retrocesse alla C unica.

## Divise
| Prima divisa |

## Rosa
| N. |                   | Ruolo | Calciatore       |
| -- | ----------------- | ----- | ---------------- |
|    | Italia (bandiera) | D     | Carlo Benelli    |
|    | Italia (bandiera) | A     | Enzo Bellini     |
|    | Italia (bandiera) | A     | Bruno Borri      |
|    | Italia (bandiera) | P     | Pietro Ferrari   |
|    | Italia (bandiera) | C     | Luigi Ganassi    |
|    | Italia (bandiera) | D     | Gino Giaroli     |
|    | Italia (bandiera) | C     | Antonio Ivaldi   |
|    | Italia (bandiera) | D     | Antonio Lucchese |

| N. |                   | Ruolo | Calciatore          |
| -- | ----------------- | ----- | ------------------- |
|    | Italia (bandiera) | D     | Giovanni Manfrinato |
|    | Italia (bandiera) | A     | Walter Mantovani    |
|    | Italia (bandiera) | P     | Livio Martinelli    |
|    | Italia (bandiera) | C     | Athos Panciroli     |
|    | Italia (bandiera) | A     | Aldo Peruzzo        |
|    | Italia (bandiera) | A     | Renzo Suozzi        |
|    | Italia (bandiera) | A     | Armando Tolloi      |
|    | Italia (bandiera) | A     | Alcide Ivan Violi   |

## Risultati

### Campionato

#### Girone di andata
| Arbitro: | Grassetto (Padova) |

|                                  |           |               |
| Borri 15’ Peruzzo 61’ Suozzi 70’ | Marcatori | 12’ Prunecchi |

| Reggio Emilia 21 settembre 1947 2ª giornata | Reggiana       | 0 – 0 | Venezia | Stadio Mirabello\| Arbitro: \| Savio (Torino) \| |
| Arbitro:                                    | Savio (Torino) |       |         |                                                  |

| Mantova 5 ottobre 1969 3ª giornata | Mantova            | 0 – 0 | Reggiana | Stadio John Robert Nation\| Arbitro: \| Cazzamalli (Crema) \| |
| Arbitro:                           | Cazzamalli (Crema) |       |          |                                                               |

| Arbitro: | Ferrazzi (Milano) |

|                              |           |               |
| Pravisano 36’ Calcaterra 71’ | Marcatori | 74’ Panciroli |

| Arbitro: | Ferrari (Firenze) |

|                                                   |           |                         |
| Peruzzo 23’ 25’ Suozzi 41’ Peruzzo 50’ Suozzi 70’ | Marcatori | 67’ Boriani 72’ Bisotti |

| Arbitro: | Carpani (Milano) |

|                          |           |            |
| Bronzoni 26’ Bertoni 33’ | Marcatori | 85’ Suozzi |

| Reggio Emilia 26 ottobre 1947 7ª giornata | Reggiana          | 0 – 0 | SPAL | Stadio Mirabello\| Arbitro: \| Matucci (Seregno) \| |
| Arbitro:                                  | Matucci (Seregno) |       |      |                                                     |

| Arbitro: | Marchetti (Milano) |

|            |           |            |
| Tolloi 71’ | Marcatori | 25’ Parvis |

| Arbitro: | Rossi (Viareggio) |

|               |           |                                            |
| Corradini 54’ | Marcatori | 56’ (aut.) Pavarini 59’ Suozzi 80’ Bellini |

| Arbitro: | Cappucci (Roma) |

|                      |           |  |
| Conti 13’ Adcock 40’ | Marcatori |  |

| Arbitro: | Picasso (Milano) |

|             |           |             |
| Ganassi 74’ | Marcatori | 35’ Ferlese |

| Arbitro: | Moradei (Trieste) |

|           |           |            |
| Borri 68’ | Marcatori | 60’ Barera |

| Arbitro: | Guarda (Mestre) |

|                              |           |            |
| Maccarino 34’ Giacomello 63’ | Marcatori | 21’ Suozzi |

| Arbitro: | Loda (Brescia) |

|                               |           |                     |
| Suozzi 12’ 13’ Suozzi 50’ 57’ | Marcatori | 23’ Milli 78’ Bossi |

| Pistoia 4 gennaio 1948 15ª giornata | Pistoiese         | 0 – 0 | Reggiana | Stadio Monteoliveto\| Arbitro: \| Caprioli (Varese) \| |
| Arbitro:                            | Caprioli (Varese) |       |          |                                                        |

| Arbitro: | Visconti (Roma) |

|                         |           |                |
| Peruzzo 23’ Ganassi 35’ | Marcatori | 64’ Bonistalli |

| Arbitro: | Boffardi (Genova) |

|              |           |  |
| Piccioli 47’ | Marcatori |  |

#### Girone di ritorno
| Arbitro: | Arpaia (Roma) |

|               |           |  |
| Prunecchi 64’ | Marcatori |  |

| Arbitro: | Camiolo (Milano) |

|                                    |           |  |
| Zecca 8’ 43’ Renosto 49’ Zecca 53’ | Marcatori |  |

| Arbitro: | Canavesio (Torino) |

|                                        |           |           |
| Tolloi 1’ Mantovani 14’ Suozzi 51’ 70’ | Marcatori | 87’ Beghi |

| Arbitro: | Arietti (Siena) |

|                                     |           |  |
| Mantovani 17’ Tolloi 38’ Suozzi 50’ | Marcatori |  |

| Arbitro: | Caporali (Perugia) |

|         |           |                                  |
| Nardi I | Marcatori | 5’ Tolloi 33’ Suozzi 76’ Bellini |

| Reggio Emilia 21 marzo 1948 23ª giornata | Reggiana          | 0 – 0 | Parma | Stadio Mirabello\| Arbitro: \| Moradei (Trieste) \| |
| Arbitro:                                 | Moradei (Trieste) |       |       |                                                     |

| Arbitro: | Codeluppi (Lodi) |

|               |           |           |
| Cremonesi 25’ | Marcatori | 40’ Borri |

| Arbitro: | Valsecchi (Milano) |

|                       |           |                        |
| Genta 63’ Zavatti 76’ | Marcatori | 67’ Tolloi 83’ Bellini |

| Arbitro: | Franzi (Vercelli) |

|                                  |           |               |
| Borri 25’ Tolloi 49’ Bellini 89’ | Marcatori | 80’ Albinelli |

| Arbitro: | Stampacchia (Napoli) |

|            |           |  |
| Ivaldi 33’ | Marcatori |  |

| Arbitro: | Malingher (Roma) |

|            |           |             |
| Gerlin 47’ | Marcatori | 23’ Peruzzo |

| Arbitro: | Donati (Milano) |

|                                |           |                           |
| Battaia 41’ Colombi 59’ (rig.) | Marcatori | 16’ Bellini 82’ Mantovani |

| Arbitro: | Piemonte (Monfalcone) |

|               |           |  |
| Mantovani 51’ | Marcatori |  |

| Arbitro: | Buratti (Milano) |

|  |           |                          |
|  | Marcatori | 49’ Suozzi 69’ Mantovani |

| Arbitro: | Pizzato (Mestre) |

|                                                   |           |  |
| Ganassi 32’ Mantovani 44’ Borri 66’ Mantovani 85’ | Marcatori |  |

| Arbitro: | Mosca (Napoli) |

|                                   |           |             |
| Bergamasco 56’ 80’ Bonistalli 81’ | Marcatori | 31’ Ganassi |

| Arbitro: | Savio (Torino) |

|               |           |             |
| Mantovani 36’ | Marcatori | 47’ Tessaro |

## Statistiche

### Statistiche di squadra
| Competizione | Punti | In casa | In casa | In casa | In casa | In casa | In casa | In trasferta | In trasferta | In trasferta | In trasferta | In trasferta | In trasferta | Totale | Totale | Totale | Totale | Totale | Totale | DR  |
| Competizione | Punti | G       | V       | N       | P       | Gf      | Gs      | G            | V            | N            | P            | Gf           | Gs           | G      | V      | N      | P      | Gf     | Gs     | DR  |
| ------------ | ----- | ------- | ------- | ------- | ------- | ------- | ------- | ------------ | ------------ | ------------ | ------------ | ------------ | ------------ | ------ | ------ | ------ | ------ | ------ | ------ | --- |
| Serie B      | 39    | 17      | 10      | 7       | 0       | 34      | 12      | 17           | 3            | 6            | 8            | 18           | 25           | 34     | 13     | 13     | 8      | 52     | 37     | +15 |

### Statistiche dei giocatori
| Giocatore     | Serie B  | Serie B |
| Giocatore     | Presenze | Reti    |
| ------------- | -------- | ------- |
| E. Bellini    | 20       | 5       |
| C. Benelli    | 27       | 0       |
| B. Borri      | 31       | 5       |
| P. Ferrari    | 9        | -9      |
| L. Ganassi    | 23       | 4       |
| G. Giaroli    | 30       | 0       |
| A. Ivaldi     | 32       | 1       |
| A. Lucchese   | 21       | 0       |
| G. Manfrinato | 23       | 0       |
| W. Mantovani  | 19       | 8       |
| L. Martinelli | 25       | -28     |
| A. Panciroli  | 33       | 1       |
| A. Peruzzo    | 24       | 5       |
| R. Suozzi     | 29       | 16      |
| A. Tolloi     | 25       | 6       |
| A. Violi      | 3        | 0       |